# 帕里斯的评判

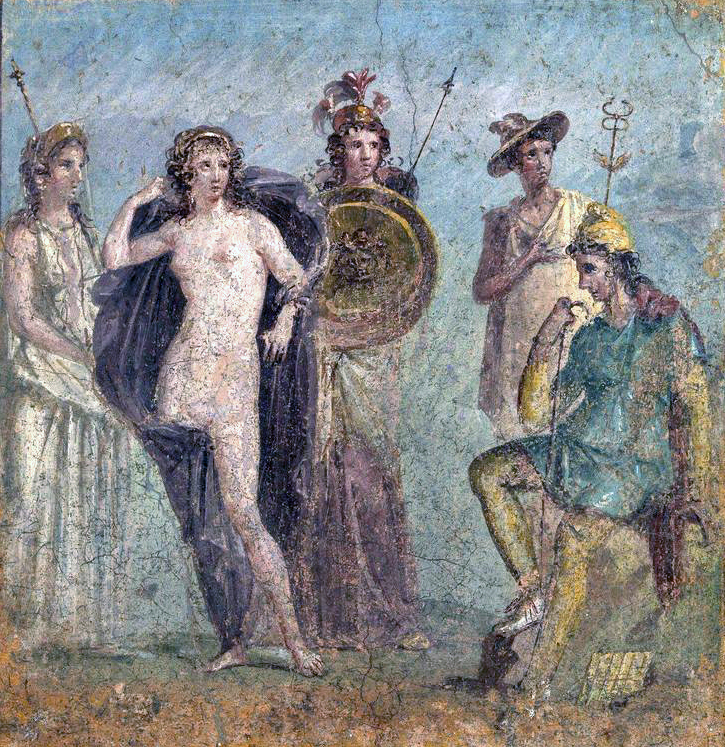
《帕里斯的評判》，龐貝壁畫

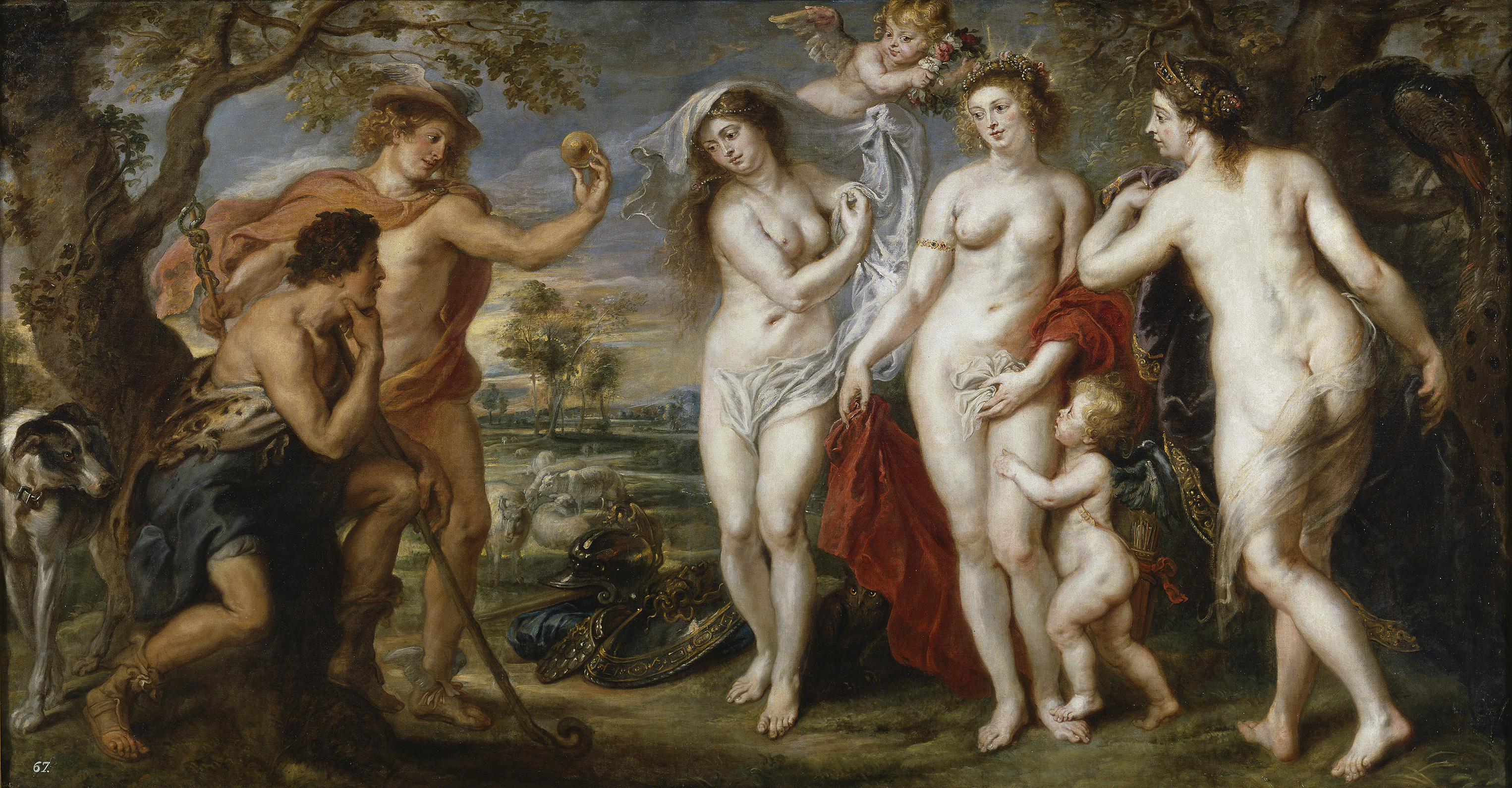
《帕里斯选美》于1577年 - 1640年由彼得·保罗·鲁本斯所绘的油画。画中描述帕里斯正在评判谁是最美的女神，并将象征最美女神的金苹果交给了維納斯

帕里斯的评判（英語：The Judgement of Paris）是希腊神话中特洛伊战争的主要导火线。讲金苹果事件后紧接着发生的另一个重要决策。艾尼亞斯在特洛伊陷落之後來到義大利建立羅馬城的故事，也是以此故事為前傳。

## 事件经过

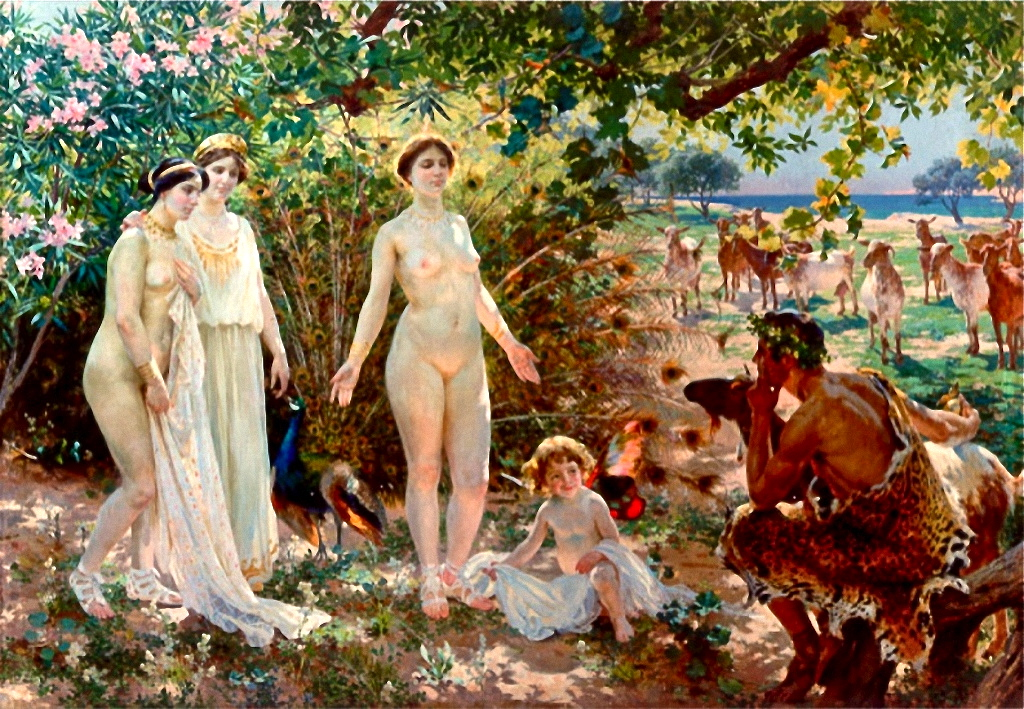
帕里斯选美。左起雅典娜、希拉、阿芙蘿黛蒂、情慾之神厄洛斯、帕里斯

天后赫拉、智慧女神雅典娜与爱神阿佛洛狄忒为了得到刻有“献给最美女神”字样的金苹果而引起纷争，决定举行一次选美比赛，她们让宙斯来判断她们三位当中谁是天界最美的女神。宙斯不敢得罪她们，就将这个烫手山芋扔给了特洛伊人，在神使赫耳墨斯的提议下，决定让凡间一位潇洒俊朗、一表人才的特洛伊王子帕里斯在三位女神的选美比赛上作出最终判断。
为了能得到金苹果，三位女神都各自私下贿赂帕里斯，以给他实现最美好的愿望为条件，天后赫拉答应让他成为统领全亚洲的国王；雅典娜保证使他成为世上最聪明的人，并赋予他最高的军功；则阿佛洛狄忒承诺他将得到人间最美女子海伦的爱情。三位女神在赫耳墨斯的引导下一同来到帕里斯所在的伊达山，女神们都各具风采要求帕里斯评判誰是她们三位中最美丽的女神。帕里斯想来想去，觉得权力和统治等他以后继承了他父亲的王位就可以实现了，至于英雄的道路他自己有的是一身好本领，可以大胆去闯，唯独只有爱情却不是每天都可以遇到的。最终，帕里斯选择把象征最美女神的金苹果交到了爱神阿佛洛狄忒的手上，成为了阿佛洛狄忒的宠儿。赫拉与雅典娜因此怀恨在心，发誓要彻底毁灭所有特洛伊人。帕里斯在特洛伊战争期間险些命丧黄泉，因在阿佛洛狄忒的秘密干涉下才得以保全性命，但最终还是在特洛伊城破淪陷之夜被毒箭射中身亡。

## 三功能
法国的神话学家乔治·杜木吉尔表示争夺金苹果的这三大美神分别象征着古代印欧社会所具备的三种主要阶层，即统治者阶层、战士阶层和生产者阶层。赫拉履行主权和财富的功能，雅典娜履行军事和防御的功能，阿佛洛狄忒则履行生育和丰产的功能，而生育的功能是三功能中最不牢靠的，因为它必须服从统治和防御的功能，社会才能安定太平。由于帕里斯重视生产的功能，而忽视了统治和防御的功能，最终才导致特洛伊走向灭亡。